# Lir (mitologia)

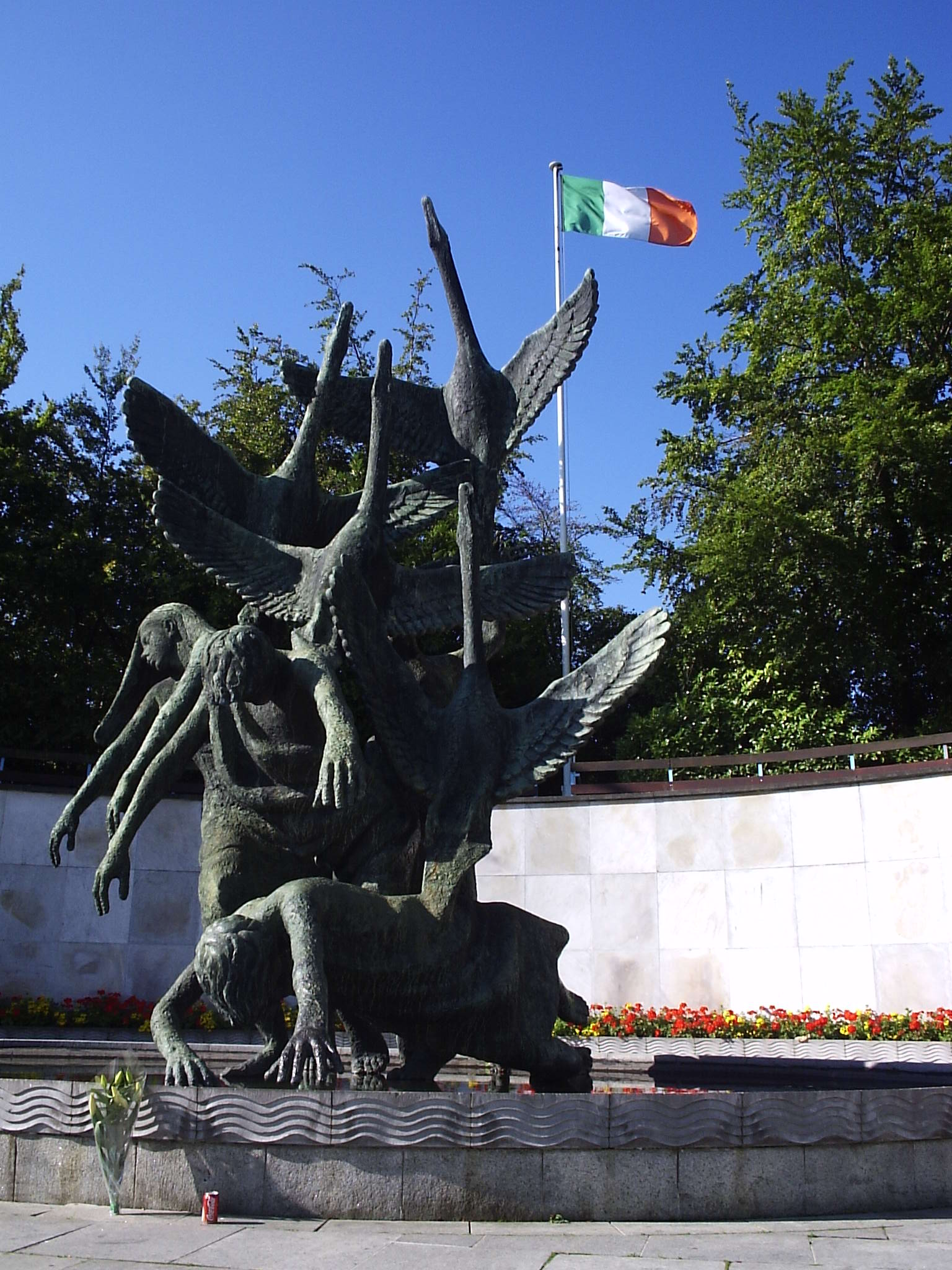
I figli di Lir, scultura posta nel Giardino delle Rimembranze (Dublino)

Ler o Lir (che significa "Mare" in antico irlandese; Ler e Lir sono rispettivamente il nome e la forma genitiva) è un dio del mare nella mitologia irlandese. Il suo nome fa ipotizzare che fosse la personificazione del mare, piuttosto che una divinità a parte. Viene chiamato Allód nelle prime genealogie, e corrisponde al Llyr della mitologia gallese. Ler è una figura chiave, ed è conosciuto soprattutto come padre del dio Manannan mac Lir, che appare spesso nella letteratura medievale irlandese. Ler ha anche una certa importanza propria, ed è famoso come re della storia I figli di Lir. 

## Riferimenti gaelici
Ler, come la sua controparte gallese, è un dio del mare, anche se nel mito gaelico suo figlio Manannan mac Lir sembra averne ereditato il titolo diventando quindi più importante. È probabile che siano esistiti molti altri miti che facevano riferimento a Llyr/Ler, e che la sua popolarità fosse maggiore, soprattutto considerando il gran numero di personaggi definiti 'figlio di Llyr/Ler'.
Nel IX secolo il glossario di Cormac, irlandese, scritto dal famoso vescovo e studioso Cormac mac Cuilennáin, cita Manannan ed il padre Ler, che Cormac identifica col mare.
Ler è un personaggio chiave della famosa storia mitologia I figli di Lir, anche se non è chiaro quando si parli del padre di Manannán e quando di un'altra persona. Il Ler di questa storia era il rivale di Bodb Derg per il trono di Túatha Dé Danann dopo la loro ritirata nel sidhe. Per placare Ler, Bodb gli diede una delle proprie figlie da sposare, Aeb. Ella diede alla luce quattro figli, una femmina, Fionnuala, e tre maschi, Aed ed i gemelli Fiachra e Conn.
Aeb morì e, non volendo che i figli rimanessero senza madre, Bodb mandò un'altra delle sue figlie, Aoife, a sposare Ler. Aoife era gelosa dei figli, e li maledisse, facendoli vivere come cigni per 900 anni.